# Scaptotrigona affabra
Scaptotrigona affabra är en biart som först beskrevs av Jesus Santiago Moure 1989.  Scaptotrigona affabra ingår i släktet Scaptotrigona och familjen långtungebin. Inga underarter finns listade i Catalogue of Life.